# Времена
«Времена» — информационно-аналитическая телепрограмма «Первого канала» (до 2002 года — ОРТ), выходившая в эфир в 2000—2008 годах. 
В программе участвуют ведущий Владимир Познер, четыре гостя (депутаты, научные деятели, члены правительства) и неспециалист, изначально не посвящённый в суть дискуссии («свежая голова»). Программа выходила в прямом эфире на Дальнем Востоке, остальные зрители видели её в записи. «Времена» выходили еженедельно: сначала по воскресеньям в 22:30 (вместо воскресного выпуска программы «Время»), затем по воскресеньям в 18:00, а в последние месяцы существования — по субботам в 18:00.

## История
В октябре 2000 года Владимир Познер заявил, что на смену закрытой программе Доренко придёт новое аналитическое ток-шоу «Времена». Один из первых выпусков был посвящён последствиям катастрофы АПЛ «Курск». Продолжительное время передача производилась независимой телекомпанией ООО «Студия Фониной», а сам Владимир Познер принимал участие в программе, официально не числясь в штате сотрудников ОРТ. Несмотря на эти обстоятельства, первые три года существования (до 6 июля 2003 года) «Времена» исполняли функции итоговой информационно-аналитической программы ОРТ/«Первого канала» (в отсутствие таковых у Дирекции информационных программ телеканала).
Концепция передачи в первые два сезона предусматривала условное разделение на два блока. Первый блок — информационный, в котором Жанна Агалакова знакомила зрителей с последними событиями за день. Также в нём показывались репортажи, подготовленные собственными корреспондентами ОРТ с мест событий. Во втором блоке Владимир Познер за круглым столом обсуждал самые громкие события прошедшей недели с приглашёнными гостями, имеющими прямое отношение к теме разговора. Роль Агалаковой во втором блоке программы была номинальной — она лишь изредка задавала вопросы гостям и давала свои комментарии. Программа выходила в прямом эфире на дальневосточную «орбиту», выходя в записи на остальных (включая московский часовой пояс), и отдельные сюжеты корреспондентов могли не попадать в эфир по разным причинам: технический брак отснятого видео, актуализация выпуска программы в случае крупномасштабных событий в стране или за рубежом, отказ от избыточных тем и репортажей.
Одно время Познер также предоставлял право голоса зрителям, находящимся в студии программы. В частности, такой формат был предпринят в апреле 2001 года в выпуске, посвящённом событиям вокруг телекомпании НТВ — на гостевых позициях находились некоторые известные тележурналисты и ведущие этого телеканала (Владимир Кара-Мурза, Александр Шашков, Эрнест Мацкявичюс, Владимир Чернышёв). К середине 2000-х годов зрители в студии уже не принимали участие в дискуссии — только приветствовали аплодисментами находящихся в ней участников беседы с ведущим.
Традиционно, в конце программы Познер обращался к нескольким важным событиям прошедшей недели и давал им свою оценку. Каждая «прощалка» ведущего заканчивалась одной и той же фразой: «Вот такие времена». Программа не имела рубрик, но с апреля по декабрь 2001 года в конце «Времён» показывался прогноз погоды на неделю, который вёл космонавт, доктор физико-математических наук Георгий Гречко.
7 октября 2001 года программа не вышла в эфир на московский часовой пояс в связи с началом войны в Афганистане, вместо неё в прямом эфире работали «Новости» с ведущими Жанной Агалаковой и Кириллом Клеймёновым. 5 сентября 2004 года, по следам террористического акта в Беслане, эфирное время проекту Познера не было выделено (по аналогии с ток-шоу Светланы Сорокиной «Основной инстинкт»), так как обе передачи тогда всё ещё находились в летнем отпуске, а их первый выход в эфир в сентябре был обговорён с руководством ещё летом.
В июле 2002 года несколько последних выпусков программы в изначальном формате вышло в эфир в 21:00.
С 15 сентября 2002 по 8 июля 2007 года программа выходила по воскресеньям в 18:00, хронометраж был сокращён до 52 минут.
С сезона 2002/2003 годов из программы был убран информационный блок о событиях дня, который представляла Жанна Агалакова. В течение сезона вместо него в начале программы демонстрировались короткий видеоотчёт о событиях недели с голосом Познера за кадром и короткий блок новостей из соответствующей студии, который проводил кто-либо из ведущих вечерних выпусков тех лет (от этого отказались в сезоне 2003/2004 годов, после появления в эфире программы «Воскресное Время»). С этого же времени в центр каждой программы было поставлено обсуждение ведущим одной острой темы недели (необязательно политической) за круглым столом с приглашёнными гостями в студии. Количество участников программы не изменилось. Со временем такой формат стал часто вызывать критику со стороны телевизионных обозревателей, отмечавших, что теперь «„Времена“ Владимира Познера превратились в селекторное совещание, на котором от скуки дохнут мухи».
Студийные декорации программы менялись два раза: в 2003 и 2007 годах. До 24 мая 2008 года программа завершалась демонстрацией титров с указанием всей съёмочной группы, при этом с 19 января того же года они выходили крайне редко.
До 2006 года в рамках программы продолжали выходить тематические репортажи корреспондентов Дирекции информационных программ «Первого канала», обрамлявшие беседу в студии (чаще всего за передачу он был один).
С 8 сентября 2007 по 28 июня 2008 года программа выходила по субботам в 18:00 (вместо выпуска «Вечерних новостей»): это было сделано в связи с тем, что телесезоном ранее аналитическая программа стала уступать по рейтингам параллельно идущему в вечернее время воскресенья телешоу «Танцы на льду» на телеканале «Россия».

## Закрытие
В сентябре 2004 года были получены первые сведения о том, что программа может быть закрыта. Тогда ведущий так прокомментировал такую возможность:

«При всё большем прессе, который ощущается, при всё большем стремлении ограничить возможность открыто говорить о наиболее острых и важных вещах и критиковать что-то, существование любой программы, претендующей на то, чтобы быть итоговой и аналитической, ставится под сомнение».— В. В. Познер
В сентябре 2008 года стало известно, что программа больше выходить не будет, так как ведущий утратил к ней интерес. Последний выпуск вышел 28 июня 2008 года.
Комментарий ведущего программы в интервью интернет-изданию Colta.ru от февраля 2013 года:

До программы «Познер» была программа «Времена», которая была, на мой взгляд, очень хорошей — до определённого момента. Последней из этой категории была, как мне кажется, программа о гибели «Курска». Потом, в связи с усилением так называемой вертикали власти, стало крайне сложно, а то и невозможно делать такие программы. В какой-то момент я просто понял, что не могу больше вести её, и решил её закрыть. С согласия Константина Львовича. И тогда я предложил вместо неё программу «Познер».— В. В. Познер

## Экстренное вещание
- 20 марта 2003 года (в день начала Войны в Ираке), с 10:00 до 12:00 МСК в эфире «Первого канала» с перерывами на выпуски «Новостей»[47] и рекламные блоки был проведён экстренный выпуск программы. Ведущими были Владимир Познер и Светлана Сорокина, которые вместе с приглашёнными гостями в студии обсуждали происходящее[48]. Вечером того же дня вещание программы было продолжено[49].
- 7 декабря 2003 года, в день выборов в Государственную Думу, программа вышла в эфир в 20:00 в формате большого итогового ток-шоу «Время выбора». Для данного выпуска была сначала использована студия «Времён», а после полуночи — передачи «Основной инстинкт». Ведущими были Владимир Познер и Светлана Сорокина[50][51]. Эфир продлился до 1:30 ночи.

## Награды
- Программа «Времена» стала лауреатом премии ТЭФИ-2001 в номинации «Лучшая публицистическая программа»[52][53].